# 아태지역 양식기구
아태지역 양식기구(Network of Aquaculture Centres in Asia-Pacific, NACA)는 양식기술 정보교환 등을 목적으로 1990년 1월  설립된 수산 기구이다. 회원국은 북한 등 14개국이다. 본부는 태국 방콕에 있다. 대한민국은 가입하지 않고 있다.